# Pseudonemacladus
Pseudonemacladus je monotipski rod trajnica iz porodice zvončika. Jedina vrsta je P. oppositifolius, meksički endem iz država Hidalgo, Queretaro, San Luis Potosí i Veracruz.

## Sinonimi
- Baclea Greene; Erythea 1: 238 (1893), nom. illeg.